# Lindenius panzeri
Lindenius panzeri är en stekelart som först beskrevs av Vander Linden 1829.  Lindenius panzeri ingår i släktet Lindenius, och familjen Crabronidae. Arten är reproducerande i Sverige.